# Chris Kijne
Chris Kijne (Bussum, 1 april 1953) is een Nederlands journalist, programmamaker en presentator.

## Loopbaan
Na een studie psychologie aan de Vrije Universiteit te Amsterdam, ging Kijne in 1980 aan de slag bij het regionale dagblad De Gooi- en Eemlander, eerst als buitenlandredacteur, later als mediaredacteur.
In 1984 kwam hij in dienst bij de VPRO. Aanvankelijk was hij redacteur van de VPRO-gids, in 1988 werd hij verslaggever voor het radioprogramma Het Gebouw. Begin jaren negentig werd hij daar buitenlandredacteur. Chris Kijne was ook een van de vaste tekstschrijvers voor Cor Galis, die radiocolumns uitsprak in dat programma. Toen eind jaren negentig dit programma een opvolger kreeg in de vorm van VPRO aan de Amstel, werd hij daar de presentator van.
Vanaf 2000 presenteerde hij het programma De Ochtenden (Radio 1), tot dat in 2008 ophield te bestaan. Daarna werd hij programmamaker en commentator voor het televisieprogramma Tegenlicht, waarvoor hij nog steeds de voice-overs leest. Ook maakte hij lange interviews voor het programma Marathoninterview en het digitale themakanaal Holland Doc, met schrijvers en wetenschappers, alsook documentaires over uiteenlopende onderwerpen. Ook presenteerde hij het programma Buitenhof enkele keren.
Sinds mei 2011 is Kijne presentator van het NOS-radioprogramma Met het Oog op Morgen. Hij presenteerde van 2013 tot 2022 het radioprogramma Bureau Buitenland, Nu doet hij dat onregelmatig als invaller naast vaste presentatoren Tim de Wit en Sophie Derkzen.
Chris Kijne is ook actief als voorlezer van audioboeken.

## Boek
In 1993 verbleef Kijne voor het VPRO-radioprogramma Standplaats samen met zijn Slowaakse vrouw vier maanden lang in Alma-Ata, destijds de hoofdstad van het kort daarvoor zelfstandig geworden Kazachstan. Dit verblijf resulteerde, behalve in zijn reportages, in de paperback Standplaats Kazachstan (1994).
- International Standard Name Identifier: 0000 0003 9638 4418
- Nederlandse Thesaurus van Auteursnamen: 068886861
- Virtual International Authority File: 291347762
- WorldCat: E39PBJhCBWJyCYfGyjRKR7D8YP